# OneRepublic
OneRepublic é uma banda americana de rock que surgiu em Colorado Springs. Formada em 2002 por Ryan Tedder e Zach Filkins, a banda alcançou grande sucesso no MySpace, tornando-se o ato mais importante do site então. Eles assinaram com a Mosley Music Group, em 2006, e lançou seu álbum de estreia, Dreaming Out Loud em 20 de Novembro de 2007. O álbum debutou na 14ª posição na Billboard 200, ranking de álbuns mais importante dos Estados Unidos.
OneRepublic fez história nas rádios quando com seu primeiro single, "Apologize", que recebeu a maior quantidade de airplay da história nos Estados Unidos, tocando 10 331 vezes em uma semana, tendo seu recorde quebrado por "Bleeding Love" de Leona Lewis, cuja canção foi escrita e produzida por Tedder, Poker Face de Lady Gaga e California Gurls de Katy Perry. A versão remix, que foi remixada por Timbaland para seu álbum Shock Value, foi um grande sucesso internacional, chegando a número um em mais de 16 países e também recebendo mais de 10 milhões de downloads digitais (o maior número de downloads digitais para qualquer música até à data), posteriormente ganhando-lhes um indicação ao Grammy. A banda, também alcançou sucesso internacional com seu segundo single, "Stop and Stare", que vendeu mais de 2 milhões de downloads digitais  nos Estados Unidos. Dreaming Out Loud foi certificado como platina nos Estados Unidos e Irlanda, e de ouro na Alemanha, Austrália, Áustria, e Canadá.
O segundo álbum, Waking Up, foi lançado em 17 de novembro de 2009 e debutou na 21ª posição da Billboard 200. O primeiro single do álbum, "All the Right Moves", atingiu o Top 10 de países como: Irlanda, Nova Zelândia, Suíça e Eslováquia e no top 20 na Billboard Hot 100 e sendo certificado por duplo platina no país. O segundo single, "Secrets" que construiu grande sucesso na Alemanha e Áustria e vendendo mais 2 milhões de cópias digitais no Estados Unidos. Depois lançaram "Marchin On" que foi selecionada pela FIFA para ser tema da Alemanha na Copa do Mundo de Futebol de 2010. "Good Life", lançado no final de 2010, alcançou o Top 10 da Billboard Hot 100.
Em agosto de 2012 eles lançaram o primeiro single do terceiro álbum Native, "Feel Again", a canção atingiu a 36ª posição na Billboard Hot 100. Parte das vendas do single serão destinadas ao Save the Children's Every Beat Matters. Em dezembro de 2012 eles anunciaram o segundo single, "If I Lose Myself" e mais tarde a data de lançamento em 8 de janeiro de 2013. O terceiro singles escolhido foi "Counting Stars," que atingiu a 2ª posição na Billboard Hot 100, assim sendo a melhor posição desde Apologize. A canção alcançou o Top 10 de mais de 40 países e vendeu mais de 5 milhões apenas nos Estados Unidos. Logo em seguida a banda lançou "Something I Need" como quarto single e "Love Runs Out", o quinto.
OneRepublic é a primeira banda a conseguir 1 bilhão de visualizações no YouTube e na Vevo conjuntamente, com o single "Counting Stars".

## História

### Inicio da carreira
OneRepublic é uma banda de Pop/Rock impulsionada por um sucesso arrasador depois de ser descoberto por um dos produtores mais importantes do mundo. O primeiro single da banda, "Apologize", remixada por Timbaland, permaneceu no Top 5 da Billboard Hot 100 por dez semanas consecutivas e foi nº 1 nas paradas Europeias por 15 semanas consecutivas. A canção quebrou recordes mundiais, vendendo mais de dois milhões de downloads legais, entrando na história do registro de livros para obter a exposição de rádio, com mais de 10 mil plays em uma semana nos Estados Unidos. À qual é adicionada à edição de um dos CDs mais esperados do ano o Dreaming Out Loud, estreia de OneRepublic pela Mosley/Interscope.

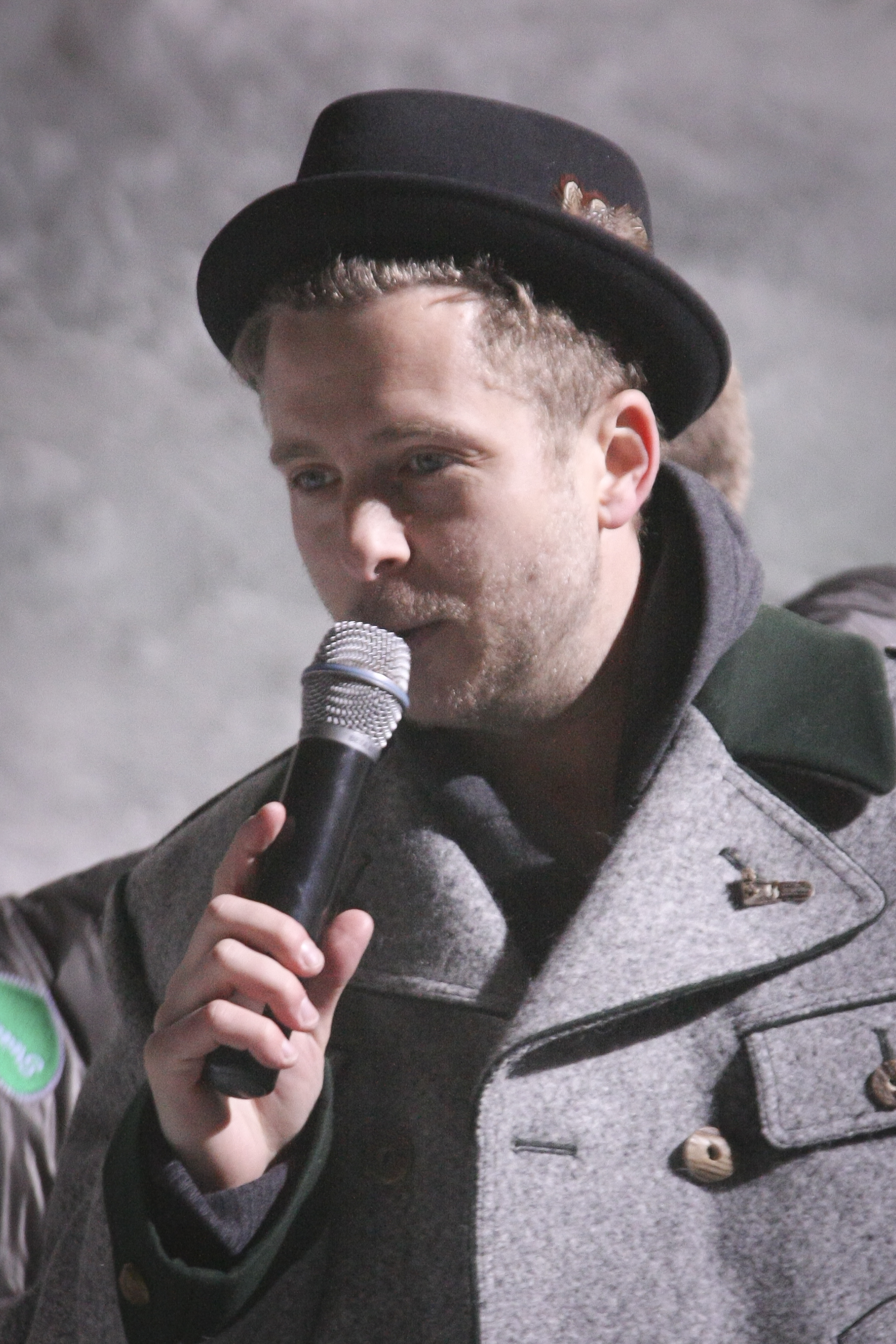
Ryan Tedder, vocalista da banda.

Enquanto OneRepublic é a primeira banda de rock á assinar um contrato com a Mosley não é a primeira vez que a vida do líder da banda, Ryan Tedder, e Timbaland foram cruzadas. OneRepublic teve um caminho de altos e baixos. E essa jornada começou em 2001. Tedder estava morando em Nashville e conseguiu um contrato de gravação por ganhar o prêmio em uma competição como cantor e compositor; uma confirmação para alguém que se esforça para se tornar um compositor, que é capaz de escrever "mais do que uma canções marcantes''. ''Não há nada como uma boa canção pop, mas há uma diferença clara entre a acessibilidade e a credibilidade", diz Tedder.
Através de um amigo mútuo, Tedder recebeu um telefonema de Timbaland, dizendo que queria trabalhar com ele. Como nos filmes, com 21 anos Tedder deixou seu emprego, vendeu seu carro e sua equipe, e juntou-se "Produção 101, Universidade de Timbaland". Sob a tutela do produtor, Tedder teve a oportunidade de assumir o comando da mistura de estúdios de prestígio de Miami, Nova York e Los Angeles: "Foi um sonho realizado", disse. Apesar do treinamento inestimável, ficou claro que enquanto Tedder queria se tornar um artista, seu mentor queria que ele fosse um produtor. Depois de dois anos, e com a bênção de Timbaland, Tedder voou e logo se tornou o que ele desejava. Assinado com o pseudônimo de "Alias", Tedder conseguiu assinar temas e produções para artistas em alta na época, para a estrela Paul Oakenfold, cantores pop e R&B como Leona Lewis e Natasha Bedingfield, rapper ou Bubba Sparxxx. Na verdade só no ano passado, Tedder assinou e produziu três canções que atingiram a 1ª posição em paradas internacionais, 1 que alcançou o Top 10, e 2 que se atingiram o Top 40, incluindo "Do It Well" de Jennifer Lopez que alcançou o Top 20.

### Formação da banda
No entanto, o desejo de obter sucesso de Tedder estava ofuscado atrás do microfone. Em 2002, ele retornou ao Colorado Springs, Colorado, para encontrar seu amigo de escola e guitarrista Zach Filkins, que passou a infância a estudar violão clássico em Barcelona, Espanha, e mudou-se então para Colorado Springs.
Em 2003, Tedder e Filkins se mudaram para Los Angeles para formar a banda. Eles logo perceberam que não seria fácil de conseguir, e tiveram de fazer muito para chegar à frente. Às vezes nem dinheiro tinham para comprar comida. Era difícil formar a banda e seus componentes continuaram mudando continuamente até Tedder reunir Filkins, Drew Brown (guitarra), Brent Kutzle (baixo, violoncelo) e Eddie Fisher (bateria).
Tendo consolidado OneRepublic, eles conseguiram assinar um contrato com uma empresa multinacional, mas não funcionou, por muitas razões e foram desmotivados, relegados a uma espécie de limbo. "Depois de todo o tempo que tinha tomado para chegar onde estávamos nós nos sentimos deflacionados pelas minhas velas", diz Tedder. "Não tínhamos certeza, mas eles queriam continuar com o grupo". Porém sua página no MySpace começou a receber milhares de acessos, tornando-os a banda mais importante do website. "Talvez o clima de música mudou", disse Filkins. "De repente, começamos a receber e-mails de crianças que disse-nos que através da nossa músicas não tinham sido mortos, ou tinham sido capazes de lidar com o divórcio de seus pais. Finalmente conectar com o público. E nós dissemos que agora não podemos deixar".
Logo, grandes empresas se interessaram, incluindo Timbaland, e sua gravadora Mosley. Timbaland sabia em primeira mão a profundidade do talento e potencial de Tedder e de OneRepublic. Assim, o vínculo foi fechado e quando Timbaland estava com o OneRepublic na Mosley, tornando-os a primeira banda de rock de sua etiqueta, e exercitando o produtor executivo Tedder sustenta que: "há certas coisas que você pode controlar como a sua capacidade de trabalho, quanto a determinação que você tem, quanto você quer alguma coisa, mas se você não pode controlar o clima, as coisas acontecem quando têm que acontecer, e agora, é o que está acontecendo com OneRepublic. Foi difícil, mas tudo vem no tempo certo".
O sucesso de OneRepublic desde então tem sido capaz de surpreender muitos, mas não o produtor e compositor da banda. "A coisa mais difícil é a de compor uma música que funciona", mas às vezes você sabe que você escreveu algo especial. Como foi com Apologize, em que eu tinha essa intuição desde que eu terminei", disse Tedder.
A primeira indicação de que o seu instinto não falhou foi no início de 2007, quando o remix de Timbaland "Apologize" (este e o original estão incluídos no Dreaming Out Loud) apareceu no álbum de Timbaland: Shock Value, cujas vendas rendeu certificação de platina.
"Ryan é uma pessoa maravilhosa, um grande compositor, com um enorme talento musical", diz Timbaland. "OneRepublic trazem o melhor de si. Eles trabalham muito bem juntos, entre eles há uma química natural".
Produzido principalmente por Greg Wells (Rufus Wainwright, Rosa, Mika), exceto alguns tópicos por Tedder, sem química nas músicas: "Stop and Stare" o segundo single é uma fusão de vozes e guitarras insistentes, balada "Come Home" (uma das três canções do álbum produzido por Tedder).
- Adaptado da Biografia da banda.[12]

### Dreaming Out Loud(2008-2009)
O primeiro single de OneRepublic, "Apologize", foi lançado em sua versão original do álbum de estreia da banda Dreaming Out Loud. A canção foi destaque em um formato remix no álbum de Timbaland lançado em 2007, Shock Value.
O single, caracterizado em Shock Value, foi um grande sucesso tanto nos Estados Unidos quanto internacionalmente. A canção foi o maior airplay de rádio e bateu na história do Top 40 de rádio na América do Norte, tocando 10 331 vezes em uma semana, até que o seu recorde foi quebrado por Bleeding Love de Leona Lewis , cuja canção foi coescrita e produzida por Ryan Tedder. A canção ficou por oito semanas consecutivas no primeiro lugar da Billboard Pop 100 e alcançou o Top 3 no Billboard Hot 100. A canção vendeu mais 5 milhões de downloads digitais só nos Estados Unidos sendo certificado como 5x como platina. A canção foi um enorme sucesso internacional, chegando ao 1º lugar em mais de 16 países, incluindo Nepal, Austrália, Áustria, Alemanha, Itália, Nova Zelândia, Suécia, Egito, Turquia e Holanda. A canção passou treze semanas na 1ª posição no Canadá.
O segundo single do álbum, "Stop and Stare", lançado em março de 2007, atingiu o top 12 da Billboard Hot 100 e alcançou a nona  posição no gráfico da Billboard Pop 100. Embora a musica não tenha sido tão bem sucedida como "Apologize", trouxe a banda ainda mais para a fama. Seu terceiro single, "Say (All I Need)", foi lançado no Reino Unido e nos Estados Unidos em junho de 2008. Em setembro de 2008, a banda lançou seu quarto e último single do álbum, "Mercy". O álbum foi lançado nos Estados Unidos em 20 de novembro de 2007, com lançamento internacional no início de 2008. Em 2009, Dreaming Out Loud  já havia vendido 822 458 cópias nos Estados Unidos e mais de 2 milhões em todo o mundo, com isso obteve certificação de ouro nos Estados Unidos, mais tarde ganhou certificação de platina.
No entanto a recepção crítica ao álbum variaram de negativo para misto, a Allmusic deu ao álbum uma revisão modesta, indicando que o "álbum soa derivativo", mas também que, "soa coeso e bem agradável". Robert Christgau deu ao álbum um comentário negativo, e considerou-a um "fracasso". A Rolling Stone deu ao álbum 2 de 5 estrelas, mas colocou a banda na sua lista "Artistas para assistir", que contou com dez artistas que, de acordo com a revista, "... estão trazendo o futuro da música, hoje".
A banda tocou "Say (All I Need)" ao vivo na So You Think You Can Dance em agosto de 2007. Em 2008, OneRepublic entrou em turnê com Maroon 5 e Brandi Carlile. Em 21 de maio de 2008, a banda apareceu nas finais do American Idol realizando um dueto de "Apologize" com o finalista David Archuleta. Em agosto de 2008, OneRepublic se apresentou com "Apologize" e "Stop and Stare" na MTV Asia Awards 2008 em Genting Highlands, Malásia, onde ganharam o prêmio de melhor Hook Up com Apologize, batendo Beyoncé, Shakira e Rihanna. A canção Apologize foi apresentado em Cold Case, Ghost Whisperer, Smallville, Gossip Girl e The Hills e também "Come Home" que foi apresentado em Cold Case, Gossip Girl e The Vampire Diaries.

### Waking Up(2009-2011)
Em 24 de setembro de 2008, a banda afirmou, durante um concerto em Londres , na Inglaterra, que estavam trabalhando em novas músicas para um novo álbum para ser lançado no verão de 2009. A banda tocou uma das canções recém gravadas, intitulada "All the Right Moves". A banda se mudou para Denver, Colorado para completar o trabalho no álbum. Acreditava-se que o nome do álbum seria "Today". O álbum, Waking Up, foi lançado em 17 de novembro de 2009. A versão deluxe do álbum foi lançado com quatro faixas bônus. Quatro singles foram lançados do álbum: "All the Right Moves", "Secrets (canção de OneRepublic)", "Marchin On" e "Good Life". O álbum recebeu críticas mistas dos críticos. Ele alcançou a 21ª posição na Billboard 200 e já vendeu mais de 500 000 cópias nos Estados Unidos, sendo assim certificado como disco de ouro."All The Right Moves", alcançou o Top 20 da Billboard Hot 100 e o Top 10 de outros 10 países. Nos Estados Unidos a canção obteve certificação de dupla platina pela RIAA por vender 2 milhões de cópias.
"Secrets" foi usado em uma promo para a sexta e última temporada de Lost. Também foi usado no filme O Aprendiz de Feiticeiro como trilha sonora principal e no material promocional para a série de TV Pretty Little Liars e Nikita e também em 90210, 30 Rock e CSI Miami (nona temporada, ep 6). Ele também é usado como a música para "The Big Pony Collections" de Ralph Lauren Polo.
Quatro músicas foram apresentadas em The Vampire Diaries: "Say (All I Need)" e "Marchin On" na 1ª temporada, "All This Time" e "Come Home" na 2ª temporada. Outras canções também foram destaque na série de TV One Tree Hill, Gossip Girl e Castle. A canção "Good Life" é apresentada nos trailers para One Day e Comer Rezar Amar, assim como no filme Easy A e nos recentes anúncios da Disney Resort. OneRepublic fez uma participação no segundo álbum de Leona Lewis, Echo  na canção "Lost Then Found". OneRepublic também colaborou pela segunda vez com Timbaland no seu álbum, Shock Value II, com Marchin On (versão remix).
Em janeiro de 2010, a banda tocou um set ao vivo para o Reino Unido no jornal The Sun, que incluiu uma versão cover de Robbie Williams da canção "Millennium". Em 31 de março de 2010, OneRepublic se apresentou com "All The Right Moves'' na The Tonight Show. A banda também se apresentou no The Today Show em abril durante a segunda metade do programa. Eles foram novamente caracterizados como os convidados para o show da Série de Concertos de Verão em 28 de maio de 2010. Em 12 de setembro de 2010, eles tocaram no Ajuda para show de Heróis no Estádio de Twickenham, Londres. A banda anunciou Maroon 5 em sua turnê de outono de 2010.
O Google usou a canção "Good Life", em sua revisão de 2010, em vídeo, introduzindo a banda para milhares de novos fãs. A canção também é usada atualmente como o tema para no parque da Disney na campanha "Let the Memories Begin". Um videoclipe para a canção foi filmado em frente o Castelo da Cinderela na Disney e a música foi feita na frente do Castelo da Bela Adormecida na Disneylândia para os Anos de 2011/2012 Novos exibição New Year's Rocking Eve. A banda também se apresentou no Dancing With the Stars como um convidado musical e também se apresentou com a canção no Teen Choice Awards 2011, onde mostra Tedder no meio da multidão de fãs gritando, enquanto ele toca seu violão.
A banda Faith Hill fez cover de "Come Home" para seu próximo álbum. "É uma música tão grande", disse Hill. "Então, bem-escrita, uma bonita letra e tem sentimentos combinados, com um tom de condução musical e instrumentação que eu estou realmente animado para que os fãs de rádio do país possam ouvir a música", Tedder respondeu com uma reação positiva, dizendo: "Apenas ouvi "Come Home" de Faith Hill, finalmente, gostei muito. Não é uma cobertura que é dela, eles a levaram para um patamar. Ela possuiu e venceu". Em novembro de 2011 a banda se apresentou com "Good Life" no especial "Martina McBride’s - A Home For The Holidays".
OneRepublic anunciaram que iriam lançar o seu primeiro single de Natal chamado "Christmas Without You". A banda escreveu no Twitter: "Colocar toques finais na nossa canção de Natal fomos a velha escola, não soa como qualquer coisa que fizemos, nós queremos isso em menos tempo.. Crosby , Sinatra". O single foi lançado via iTunes em 21 de Novembro, de 2011. Eles apresentaram a canção na cerimônia "National Christmas Tree Lighting 2011", e também na contagem regressiva Dick Clark's New Year's Rockin' Eve. "Good Life", ficou entre as 30 canções mais comercializadas digitalmente no Estados Unidos em 2011, com vendas de 2 324 000 de cópias, porém no ranking geral da Billboard Hot 100, o single ficou na 25ª posição, sendo assim o single de melhor desempenho no país desde Apologize.
Boatos foram se espalhando entre os fãs que OneRepublic vem trabalhando em seu terceiro álbum durante suas turnês. Emoção cresceu quando o guitarrista, Zach Filkins, postou um vídeo no YouTube, enquanto eles estavam no set do videoclipe de "Good Life" que viria um terceiro álbum em breve. Uma entrevista recente com Filkins ele disse que o álbum será mais exemplificado com um som de evolução: "Nós estamos tocado as músicas de Waking Up por um tempo, e acho que todos nós estamos começando a sentir que está pronto para ter algo novo chegando".
Eddie Fisher, baterista, disse aos fãs em sua conta do Twitter que a banda vai continuar em turnê com suas músicas de Waking Up e depois passar para o terceiro álbum no outono de 2011. OneRepublic confirmou através do seu Twitter oficial em 18 de Abril de 2011 que o álbum vai ser lançado em 2012. Também em 18 de abril de 2011, a banda tocou uma nova música que escreveu em Nova York para o terceiro álbum, chamada "Life in Color" ao vivo pela primeira vez em Viena, na Áustria.

### Native (2012-2015)
A banda anunciou no Twitter que o primeiro single de seu terceiro álbum deve ser lançado na Primavera de 2012. Em 19 de janeiro de 2012, OneRepublic divulgou um vídeo deles gravando uma suposta música intitulada "Burning Bridges", que incluiu pesadas cordas de instrumentos, e afirmou que eles estavam gravando uma canção de cada vez.
No dia 4 de fevereiro de 2012, também através do Twitter, a banda divulgou que lançariam um novo single e que ele deve ser lançado em abril ou maio de 2012, e que o novo álbum devera ser lançado no outono desse mesmo ano. A banda fez uma apresentação na Celebração do Grammy, ocorrida após a premiação, chamada de pós-festa. Tedder recebeu um prêmio Grammy por sua participação no álbum 21 (álbum) da Adele. Também pelo Twitter eles escreveram uma mensagem dizendo que três faixas do novo álbum já foram gravadas, e que se chamam: "What U Wanted", "Burning Bridges" e "Let's Get Lost". Uma nova canção da banda intitulada "Life In Color" apareceu em uma propaganda de fragrâncias Ralph Lauren. Em um vídeo através Youtube, Tedder mencionou uma canção intitulada "Feel Again" e diz também que tal canção poderá ser o primeiro single.
Em 6 de julho a banda anunciou pelo Twitter que o primeiro single do terceiro álbum se chamaria "Feel Again" e que deveria ser lançado dentro de um mês. Algum tempo depois revelaram que o single seria lançado em 27 de agosto para o iTunes e 22 de agosto para as rádios. A banda performou a canção pela primeira vez no Good Morning America em 10 de agosto. A canção debutou na 61º posição da Billboard Hot 100.
Em 1 de setembro de 2012, OneRepublic anunciou que seu novo álbum seria lançado entre novembro e dezembro, também mencionaram que a data de lançamento seria "o mais próximo a 13 de novembro possível". No programa "America Got Talent" foi mencionado que eles teriam um novo álbum que seria lançado em 19 de novembro de 2012. No dia 16 do mesmo mês anunciaram o título de outras três canções que estará no terceiro álbum  "Counting Stars", "Preacher", e "Something's Gotta Give". No dia 19 de setembro de 2012, eles anunciaram o título do terceiro álbum, "Native". E que seu lançamento oficial deveria acontecer no início de 2013.
Em 27 agosto de 2012 eles lançaram o primeiro single de Native, que seria Feel Again, a canção atingiu a 36ª posição na Billboard Hot 100. Parte das vendas do single serão destinadas ao Save the Children's Every Beat Matters. No início de dezembro eles anunciaram o segundo single, If I Lose Myself e mais tarde a data de lançamento em 8 de janeiro de 2013.Counting Stars, foi lançado como terceiro single do álbum em 14 de junho de 2013 e obteve grande sucesso mundial. A canção atingiu o Top 10 de mais 40 países, incluindo o inédito 1º lugar no Reino Unido - superando Apologize - e o 3º lugar na Billboard Hot 100. Em 25 de agosto, a banda lançaria o quarto single, Something I Need.
Em 8 de abril de 2014  a banda confirmou "Love Runs Out" como quinto single do álbum. Segundo Tedder por não possuir um bom refrão a canção foi descartada de Native, que chegou a ser cogitada como primeiro single do mesmo, sendo então regravada e reintegrada ao álbum. Foi lançada oficialmente em 14 de abril liderando o re-lançamento de Native, que também contou com a versão remix de "If I Loose Myself" e uma versão obscura da capa. Quanto ao seu desempenho comercial, a canção atingiu a 15ª posição da Billboard Hot 100 e atingiu o Top 10 de países como Alemanha, Reino Unido e Canadá. Em setembro de 2014, a banda lançou o sexto single de Native: 'I Lived.

### Oh My My (2016 - presente)
Em 13 de maio a banda anunciou primeiro single do seu quarto álbum, "Wherever I Go". A canção atingiu a 55º posição da Billboard Hot 100.
Falando com a revista Wonderland sobre Oh My My, o vocalista do OneRepublic, Ryan Tedder, falou sobre o que os fãs poderiam esperar do álbum: "Tudo - você poderia fazer um álbum inteiro em um laptop nos dias de hoje, e alguns dos maiores registros são laptop eletrônico, E há muita humanidade, acho, faltando no rádio, e assim nós queríamos ter certeza de que você poderia realmente ouvir os seres humanos e os instrumentos reais que estão nas músicas reais, então essa é a última coisa que eu vou dizer. É novo e muito moderno, mas ainda há uma grande dose de humanidade, porque você pode realmente ouvir os que estão tocando. "[2] Em uma entrevista posterior com a Billboard, Tedder revelou que o álbum levou dezoito meses para gravar, que foi a mais longa quantidade de tempo [que a banda] tinha gasto em um projeto "[...] Nós vivemos muito nos últimos quatro anos - havia muito sobre que escrever".
Em 25 de agosto, a banda twittou que o novo álbum foi chamado Oh My My e iria sair em 7 de outubro de 2016. O cover do álbum foi revelado seis dias depois.
| Classificações profissionais | Classificações profissionais |
| Pontuações da avaliação      | Pontuações da avaliação      |
| Source                       | Rating                       |
| ---------------------------- | ---------------------------- |
| AllMusic                     | 3,5/5 [6]                    |

## Singles
O primeiro single do álbum, "Wherever I Go", foi lançado em 13 de maio de 2016. A canção chegou ao número 55 no Billboard Hot 100 a partir de julho de 2016. O segundo single, "Kids", foi lançado em 12 de agosto , 2016.

### Singles promocionais
"Future Looks Good" foi lançado como o primeiro single promocional junto com a pré-encomenda em 8 de setembro de 2016. O segundo single promocional foi "A.I", que contou com Peter Gabriel, o ex-vocalista do Genesis.

## Influências musicais
OneRepublic vem variando seu estilo de música e tem sido descrita por Ryan Tedder, como: "Não estamos fazendo acepção de gênero, se a sua música é boa ou você é um bom artista de rock, indie, pop ou hip hop, eles provavelmente nos influenciaram em algum nível. Nada de novo sob o sol, somos uma soma de um monte de peças". Eles citam os Beatles e U2 como influências mais pesadas em suas músicas. OneRepublic expressou o desejo de mover os ouvintes no palco do jeito que o U2 faz.
Allmusic comentou sobre o som da banda, "... OneRepublic lembra as melodias do The Fray e as acrobacias vocais do Maroon 5, Adam Levine .... e muitas vezes favorece catártico, o pulo dobrado de coros que Chris Martin ainda tem que enfrentar". No entanto, Tedder minimiza Coldplay como uma influência; "suas influências são nossas influências a grande diferença, porém, é que venho de um fundo muito maior do hip-hop e urbana eu fui produzindo, escrevendo e realizando coisas urbanas, e eu tento trazer isso para o grupo porque não estamos tentando ser uma banda britânica". Drew Brown também afirmou: "nós não somos todos fãs do Coldplay, mas por causa das comparações, nós fizemos nossa pesquisa, e tenho certeza que nós temos muitas influências comuns".

## Apresentações no Brasil
OneRepublic veio ao Brasil em setembro de 2015, com shows no Rio de Janeiro no dia 18 de setembro durante o Rock in Rio e em São Paulo no dia 20 de setembro no Espaço das Américas.
Em setembro de 2024, eles voltaram ao Brasil para uma apresentação no Rock in Rio.

## Membros

### Membros principais
- Ryan Tedder - vocal, guitarra, piano, tambor africano, pandeiro, violoncelo (2002–presente)
- Zach Filkins - guitarra elétrica, vocal, viola (2002–presente)
- Eddie Fisher - bateria, percussão (2005–presente)
- Brent Kutzle - baixo elétrico, cello, vocal (2007–presente)
- Drew Brown - guitarra, guitarra clássica, baixo, piano, glockenspiel, tamborim (2002–presente)

### Membros adicionais - ao vivo
- David McGlohon - guitarra, tamborim, backing vocal (2008–presente)
- Andy Prickett - guitarra, backing vocal (2010)

### Ex-membros
- Jerrod Bettis – bateria, percussão (2002-2005)
- Tim Myers – contra-baixo (2005–2007)

## Discografia
Álbuns de estúdio
- Dreaming Out Loud (2007)
- Waking Up (2009)
- Native (2012)
- Oh My My (2016)
- Artificial Paradise (2024)

## Prêmios e indicações
Prêmios e indicações recebidos pela banda:
| Ano  | Prêmio                     | Categoria                             | Trabalho nomeado                          | Resultado | Ref.   |
| ---- | -------------------------- | ------------------------------------- | ----------------------------------------- | --------- | ------ |
| 2008 | Teen Choice Awards         | Grupo Revelação                       | Eles mesmo                                | Indicado  | [ 55 ] |
| 2008 | Teen Choice Awards         | Melhor canção de Rock                 | "Stop and Stare"                          | Venceu    | [ 55 ] |
| 2008 | MuchMusic Video Awards     | Melhor vídeo Internacional - Grupo    | "Apologize"                               | Indicado  | [ 56 ] |
| 2008 | MuchMusic Video Awards     | Melhor vídeo Internacional - Grupo    | "Stop and Stare"                          | Indicado  | [ 56 ] |
| 2008 | ECHO                       | Hit do Ano Nacional/Internacional     | "Apologize"                               | Indicado  | -      |
| 2008 | MTV Asia Awards            | Melhor Hook Up                        | "Apologize"                               | Indicado  | [ 57 ] |
| 2008 | MTV Asia Awards            | Artista Revelação                     | Eles mesmo                                | Indicado  | [ 57 ] |
| 2008 | MTV Europe Music Awards    | Artista Revelação                     | Eles mesmo                                | Venceu    | [ 58 ] |
| 2009 | People's Choice Awards     | Canção de Rock Favorita               | "Apologize"                               | Indicado  | [ 59 ] |
| 2009 | Grammy Awards              | Melhor Performance - Duo/Grupo        | "Apologize"                               | Indicado  | [ 60 ] |
| 2009 | ECHO                       | Melhor Grupo Internacional            | Eles mesmo                                | Indicado  | -      |
| 2010 | ESKA MUSIC AWARDS (Poland) | Banda Internacional do Ano            | Eles mesmo                                | Venceu    | -      |
| 2010 | ASCAP                      | Most Performed Song                   | "All the Right Moves"                     | Venceu    | [ 61 ] |
| 2010 | Teen Choice Awards         | Melhor canção de Rock                 | "All the Right Moves"                     | Indicado  | [ 62 ] |
| 2011 | Teen Choice Awards         | Melhor Grupo de Rock                  | Eles mesmo                                | Indicado  | [ 63 ] |
| 2011 | Teen Choice Awards         | Melhor canção de Rock                 | "Good Life"                               | Indicado  | [ 63 ] |
| 2011 | American Music Awards      | Banda/Grupo Favorito                  | Eles mesmo                                | Indicado  | [ 64 ] |
| 2012 | ASCAP                      | Most Performed Song                   | "Good Life"                               | Venceu    | [ 65 ] |
| 2012 | ASCAP                      | Most Performed Song                   | "Secrets"                                 | Venceu    | [ 65 ] |
| 2013 | World Music Awards         | Melhor Canção                         | Counting Stars                            | Indicado  | [ 66 ] |
| 2013 | World Music Awards         | Melhor Videoclipe                     | Counting Stars                            | Indicado  | [ 67 ] |
| 2013 | World Music Awards         | Melhor Álbum                          | Native                                    | Indicado  | [ 68 ] |
| 2013 | World Music Awards         | Melhor Performance Ao-vivo            | Eles mesmo                                | Indicado  | [ 69 ] |
| 2013 | World Music Awards         | Melhor Grupo                          | Eles mesmo                                | Indicado  | [ 70 ] |
| 2014 | People's Choice Awards     | Banda Favorita                        | Eles mesmo                                | Indicado  | [ 71 ] |
| 2014 | Grammy Awards              | Melhor Gravação Remix, Não-clássica   | If I Lose Myself (Alesso VS. OneRepublic) | Indicado  | [ 72 ] |
| 2014 | Kids' Choice Awards        | Banda Favorita                        | Eles mesmo                                | Indicado  | [ 73 ] |
| 2014 | Billboard Music Awards     | Melhor Duo/Grupo                      | Eles mesmo                                | Indicado  | [ 74 ] |
| 2014 | Billboard Music Awards     | Prêmio Milestone                      | Eles mesmo                                | Indicado  | [ 74 ] |
| 2014 | Billboard Music Awards     | Melhor Canção Digital                 | Counting Stars                            | Indicado  | [ 74 ] |
| 2014 | Teen Choice Awards         | Melhor Grupo de Rock                  | OneRepublic                               | Indicado  | [ 75 ] |
| 2014 | Teen Choice Awards         | Melhor canção de Rock                 | Love Runs Out                             | Indicado  | [ 75 ] |
| 2014 | American Music Awards      | Banda/Grupo Favorito                  | Eles mesmo                                | Pendente  | [ 76 ] |
| 2014 | American Music Awards      | Artista Adulto contemporâneo Favorito | Eles mesmo                                | Pendente  | [ 76 ] |
| 2014 | Los Premios 40 Principales | Melhor Artista Internacional          | Eles mesmo                                | Pendente  | [ 77 ] |
| 2014 | Los Premios 40 Principales | Melhor Canção Internacioanl           | Counting Stars                            | Pendente  | [ 77 ] |